# Манджиков, Иван Дмитриевич
Иван Дмитриевич Манджиков (17 января 1965, Алма-Ата, Алматинская область, Казахская ССР, СССР — 1993, Алма-Ата, Алматинская область, Казахстан) — советский серийный убийца и насильник, совершивший не менее 5 убийств на территории Алма-Аты в 1988—1989 годах. Орудовал в районе Казахского национального университета (КазГУ), за что получил прозвище «Казгуградский монстр». Расстрелян по приговору суда в 1993 году. Расследование преступлений Манджикова стало одним из самых масштабных в истории советского уголовного розыска.

## Биография

### Жизнь до убийств
О детстве Ивана Манджикова известно крайне мало. Родился в Алма-Ате в 1965 году. Рос в неполной семье с матерью и младшей сестрой. Состоял на психиатрическом учёте с диагнозом «олигофрения». В 1980 году был арестован по обвинению в попытке изнасилования малолетней девочки, за что впоследствии был осуждён и приговорён к 8 годам лишения свободы. Был отправлен отбывать наказание в колонию общего режима. Освободившись в апреле 1988 года, Манджиков вернулся в Алма-Ату. Проживал с родственниками на Университетской улице. Нигде не учился и не работал. В этот период времени Манджиков начал демонстрировать повышенное половое влечение, а также признаки женоненавистничества из-за проблем с женским полом, вследствие чего он решился на серию убийств.

### Убийства
В 1988—1989 годах Иван Манджиков совершил пять убийств, продемонстрировав свой характерный почерк. Местом нападений он избрал «Казгуград» — городок при Казахском национальном университете имени аль-Фараби, который занимал площадь в почти 100 гектаров и на территории которого было расположено несколько студенческих общежитий, ряд учебных корпусов и скверов. Помимо прочего, Манджиков нашёл плохо освещённое и малолюдное место в городке и с целью убийств начал устраивать там засады. В качестве жертв Манджиков выбирал молодых девушек и женщин в возрасте 18-25 лет, которые были студентками КазГУ и проживали на территории студенческого городка. В момент убийств все они поздно вечером возвращались в общежитие. Намечая жертву, Манджиков совершал на неё нападение, в ходе которого подвергал их сексуальному насилию, затем душил и наносил ножевые ранения. Для удушения зачастую использовал элементы одежды жертвы. После убийства Манджиков подвергал труп различным постмортальным манипуляциям: частично расчленял, вырезал внутренние и половые органы, уродовал лицо. Вещи жертв, в частности украшения, сумочки и парфюмерию, Манджиков дарил своей сестре и подруге.
Первое убийство Манджиков совершил 23 октября 1988 года. Жертвой стала 22-летняя Айжан Жумабаева, студентка исторического факультета. Манджиков заметил её, когда та находилась на территории студенческого городка, и совершил на неё нападение, в ходе которого, угрожая ножом, подавил её сопротивление, затем раздел и подверг сексуальному насилию, после чего задушил шарфом. После убийства Манджиков разрезал жертве горло от уха до уха. Изуродованный труп убитой Манджиков присыпал снегом, а одежду разбросал неподалёку.
Следующей жертвой стала 18-летняя студентка механического факультета Разия Бейсембаева, убитая 23 ноября 1988 года. В тот вечер она возвращалась в общежитие через безлюдный пустырь. Манджиков заметил её и совершил нападение, в ходе которого изнасиловал и задушил шарфом. Труп убитой Манджиков сильно изуродовал, нанеся множество ножевых ранений в туловище, перерезав горло и отрубив обе ноги топором. С целью сокрытия следов преступления одну ногу Манджиков выбросил на берег реки Весновки, а вторую вместе с трупом спрятал в карьере возле Казгуграда.
Третье убийство Манджиков совершил 21 января 1989 года. На том же месте в студенческом городке, где он ранее убил Жумабаеву и Бейсембаеву, Манджиков совершил нападение на 18-летнюю второкурсницу географического факультета Гульмиру Сатпаеву, в ходе которого изнасиловал её, задушил и зарезал, а труп спрятал в водоканализационной трубе.
Спустя месяц, 21 февраля, Манджиков расправился с ещё одной студенткой — 20-летней Гульбарам Маликовой, продемонстрировав характерный для него образ действия. Изнасиловав и задушив Маликову, Манджиков подверг её труп различным постмортальным манипуляциям, после чего закопал его в подвале жилого дома, в котором сам проживал. После 4 убийства Манджиков затаился на несколько месяцев в связи с тем, что серия убийств студенток вызвала большой общественный резонанс.
После третьего убийства для расследования преступлений была создана специальная следственно-оперативная группа. В полномочия её участников входило беспрерывное патрулирование улиц в районе университета и массовые проверки всех социально неблагополучных граждан. Практически у всего взрослого населения Алма-Аты, в том числе сотрудников правоохранительных органов, проверяли группу крови, которая у серийного убийцы была третьей. За всё время расследования были проверены сотни человек, попутно было раскрыто не менее 47 преступлений различного характера. 
В начале 1989 года Манджиков дважды попадал в поле зрения милиции в связи с тем, что ранее он был судим за попытку изнасилования и имел привычку возвращаться на места убийств, наблюдая за работой оперативников. В криминалистической лаборатории у него взят образец крови для анализа, но в результате ошибки экспертов она была определена как вторая, а не третья, как у серийного убийцы, благодаря чему он был отпущен. Вскоре Манджиков с целью запутать следствие и окончательно отвести от себя подозрения начал регулярно приходить в отделение милиции и всячески пытаться помочь следователям в раскрытии убийств. В то же время, он вызвал по своему адресу опергруппу, заявив, что в подъезде дома пахнет гнилью, однако приехавшие оперативники ничего не почувствовали. В дальнейшем он ещё несколько раз связывался с милицией и рассказывал, что его сестра видела предполагаемого преступника, однако от него отмахивались, посчитав Манджикова психически больным.
Последнее убийство Манджиков совершил 28 июня 1989 года на территории Казгуграда. На этот раз жертвой стала влюблённая пара. Манджиков с ходу ударил мужчину ножом в грудь, отчего тот скончался на месте, а его спутницу Жамал Омарову жестоко изнасиловал, однако в последний момент его вспугнули случайные прохожие, и Манджиков скрылся.

### Арест, следствие и суд
Выжившая девушка дала подробное описание нападавшего, и сотрудники милиции узнали в словесном портрете Манджикова, активно интересовашегося ходом расследования. В тот же день он был арестован в своей квартире в тот момент, когда отстирывал одежду от крови. Поначалу Манджиков отрицал вину в убийствах даже после того, как его на очной ставке опознала выжившая жертва нападения, однако в конечном итоге он не выдержал психологического давления и дал признательные показания по всем эпизодам убийств. На следствии Манджиков симулировал психическое расстройство, однако судебно-психиатрической экспертизой было установлено, что он вменяем и в момент убийств осознавал характер и опасность своих действий, после чего дело было передано в суд. 26 марта 1990 года Верховный суд Казахской ССР приговорил Манджикова к исключительной мере наказания — смертной казни через расстрел. Манджиков написал прошение о помиловании, в которой отмечал своё сотрудничество со следствием и искреннее раскаяние, однако в помиловании ему было отказано. Приговор Манджикову был приведён в исполнение в конце 1993 года в следственном изоляторе №1 в Алма-Ате.

## В массовой культуре
- Документальный фильм «Убить в полнолуние» из цикла «Следствие вели» (2019)
- Серия «Маньяк из студгородка» казахского телесериала «5:32» (2021)